# Documenta

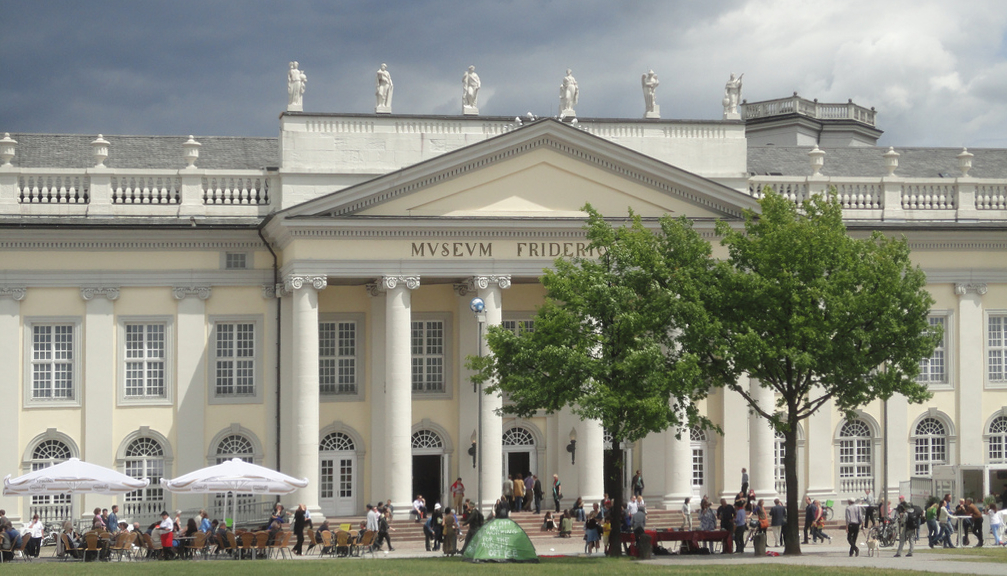
Музей Фридерицианум во время документы 13 (2012)

«documenta» (рус. документа) — выставка современного искусства, проходящая каждые пять лет в Касселе, Германия. Основана в 1955 году художником и куратором Арнольдом Боде (нем.) в рамках Федеральной выставки садоводства. На первой документе были представлены художники, оказавшие заметное влияние на современное искусство (Пикассо, Кандинский и другие). Выставка должна была восстановить нарушенную традицию авангардистских выставок в Германии, прерванную в 1937 году нацистами, устроившими обличительную «Выставку дегенеративного искусства». Впоследствии документа стала одним из самых значительных событий в современном искусстве.

## Этимология
Название выставки — выдуманное слово. Будущий термин должен был продемонстрировать, что каждая выставка — это своеобразная документация по современному искусству, недоступному для немецкой публики во время эпохи нацизма. Высказывалось предположение, что при создании термина определённую роль сыграла форма латинского слова documentum, которое можно воспринять как docere («обучать») и mens («ум»), что вполне соответствовало целям и задачам документы.
Каждая документа имеет свою собственную визуальную идентичность, большинство из которых соответствует типографскому стилю, возникшему в Баухаусе и состоящему исключительно из строчных букв.

## История
Инициатором первой документы был немецкий архитектор, художник и профессор Арнольд Боде. Первоначально запланированная как второстепенное событие, сопровождающее Федеральную выставку садоводства, документа привлекла в 1955 году 130 000 посетителей. Выставка уделяла мало внимания искусству, созданному после 1945 года; вместо этого Боде хотел показать работы тех направлений, которые нацистами были отнесены к «дегенеративному искусству», — фовизма, экспрессионизма, кубизма и футуризма.
Со временем акцент выставки сместился на современное искусство. Вначале показ ограничивался работами из Европы, но позднее стал охватывать произведения художников из Америки, Азии и Африки. Четвёртая документа стала первой выставкой, которая начала приносить прибыль. На ней выставлялись работы таких направлений, как поп-арт, минимал-арт и кинетическое искусство. На документе 5 в 1972 году были ярко представлены работы минимализма и концептуального искусства, что стало поворотным моментом в общественном признании этих стилей. На восьмой документе произошёл ещё один сдвиг в сфере искусства — демонстрация открытости в отношении постмодернистского дизайна. Определённые ключевые политические даты широкомасштабных социальных и культурных потрясений в 1945, 1968, 1976 и 1977 годах стали хронологическими маркерами документы X, в которой прослеживались политические, социальные, культурные и эстетические функции искусства. Документа 11 была организована вокруг таких тем, как миграция, урбанизация и постколониальный опыт с использованием документальной фотографии, фильма и видео. Тринадцатая документа была описана как «весьма феминистская, глобальная и мультимедийная»; она включала в себя работы «умерших художников и отдельные элементы древнего искусства».

### Характеристика выставок
|                | Дата                                      | Куратор                      | Художников                       | Экспонатов | Посетителей                     |
| -------------- | ----------------------------------------- | ---------------------------- | -------------------------------- | ---------- | ------------------------------- |
| documenta      | 1955                                      | Арнольд Боде                 | 148                              | 670        | 130 000                         |
| documenta II   | 1959                                      | Арнольд Боде, Вернер Хафтман | 392                              | 1770       | 134 000                         |
| documenta III  | 1964                                      | Арнольд Боде, Вернер Хафтман | 280                              | 1450       | 200 000                         |
| 4. documenta   | 1968                                      | Совет документы (24 чел.)    | 150                              | 1000       | 220 000                         |
| documenta 5    | 1972                                      | Харальд Зееманн              | 218                              | 820        | 228 621                         |
| documenta 6    | 1977                                      | Манфред Шнекенбургер         | 622                              | 2700       | 343 410                         |
| documenta 7    | 1982                                      | Руди Фукс                    | 182                              | 1000       | 378 691                         |
| documenta 8    | 1987                                      | Манфред Шнекенбургер         | 150                              | 600        | 474 417                         |
| DOCUMENTA IX   | 1992                                      | Ян Хут                       | 189                              | 1000       | 603 456                         |
| documenta X    | 1997                                      | Катрин Давид                 | 120                              | 700        | 628 776                         |
| Documenta11    | 2002                                      | Окви Энвезор                 | 118                              | 450        | 650 924                         |
| documenta 12   | 2007                                      | Роджер Бюргель               | 114                              | более 500  | 754 301                         |
| dOCUMENTA (13) | 2012                                      | Каролин Христов-Бакарджиев   | 187                              |            | Кассель: 905 000 Кабул: 25 000  |
| documenta 14   | 2017                                      | Адам Шимчик                  | 267 (включая 104 умерших автора) |            | Кассель: 850 000 Афины: 330 000 |
| documenta 15   | 18 июня 2022 года — 25 сентября 2022 года | ruangrupa (индонез.)         |                                  |            |                                 |

## Места проведения
Документа проводится в разных местах в Касселе. С 1955 года постоянным местом проведения выставки является Музей Фридерицианум. В 1992 году был построен художественный зал documenta-Halle для проведения документы 9. В настоящее время там размещаются несколько выставок. Другие места, использующиеся для документы, включают парк Карслау, Дворец Вильгельмсхёэ, Новую Галерею и Культурный центр Шлахтхоф. В попытке расширить границы проведения выставки, документа 11 проводилась на пяти платформах: в Вене, Берлине, Нью-Дели, Сент-Люсии и Лагосе. Документа 12 занимала 5 мест, в том числе музей Фридерицианиум, парк дворца Вильгельмсхёэ и «Ауе-павильон», сконструированный французской фирмой Lacaton et Vassal. Часть 13-й выставки проводилась в Кабуле, Афганистан и Банфе, Канада.

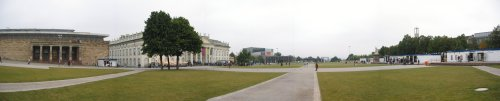
Вид на площадь Фридриха с Фридерицианиумом (2 корпус слева) и билетной кассой для документы (справа).

## Российские художники на документе

### documenta 12 (2007)
На 12-й документе, проходившей в 2007 году, были представлены четыре художника из России:
- Андрей Монастырский
- Анатолий Осмоловский
- Кирилл Преображенский
- Дмитрий Гутов

### dOCUMENTA (13) (2012)
В 13-й документе, проходившей с 9 июня по 16 сентября 2012 года, приняла участие только одна художница из России — Александра Сухарева